# Diadegma nigriscapus
Diadegma nigriscapus là một loài tò vò trong họ Ichneumonidae.